# 城南街道 (肇庆市)
城南街道，是中华人民共和国广东省肇庆市端州区一个已撤销的街道办事处，2013年4月28日，肇庆市人民政府批复同意调整端州区街道行政管辖范围，撤销城南街道，将其所辖二塔、羚山2个社区划归黄岗街道管辖，厂排、上游2个社区划归城西街道管辖。